# 34137 Лоннілінда
34137 Лоннілінда (34137 Lonnielinda) — астероїд головного поясу, відкритий 21 серпня 2000 року.
Тіссеранів параметр щодо Юпітера — 3,495.